# Germaine Michel
Germaine Michel est une actrice française, née le 7 novembre 1892 à Paris 6e, morte le 9 janvier 1976 à Clichy-la-Garenne (Hauts-de-Seine).

## Biographie
Germaine Michel est une actrice de second rôle, spécialisée dans les personnages populaires. Elle a connu ses jours de gloire dans les années 1930, puis s'est fait connaître plus largement grâce à la télévision. On l'y a vu fréquemment dans la dernière partie de sa carrière, notamment dans les séries La caméra explore le temps ou Les Cinq Dernières Minutes, souvent comme concierge, grand-mère ou voisine à « la langue bien pendue ».

## Filmographie partielle

### Cinéma
- 1913 : Marions-nous, film court avec Jacques de Féraudy
- 1914 : Rigadin mauvais ouvrier  de Georges Monca avec Charles Prince
- 1923 : Le Marchand de plaisirs de Jaque-Catelain avec Philippe Hériat
- 1927 : La Jalousie du barbouillé d'Alberto Cavalcanti avec Jeanne Helbling
- 1931 : La Bête errante de Marco de Gastyne avec Gabriel Gabrio
- 1931 : Amour et business de Robert Péguy avec Georges Morton
- 1932 : Cognasse de Louis Mercanton avec Félicien Tramel
- 1932 : Maquillage de Karl Anton avec Saint-Granier
- 1932 : Le Truc du Brésilien de Alberto Cavalcanti avec Colette Darfeuil
- 1932 : Les Ruines de Gallefontaine de Marco de Gastyne avec Lucien Prezac
- 1932 : Une faim de loup de Germain Fried avec Roger Nérac
- 1933 : Dans les rues : de Victor Trivas avec Madeleine Ozeray
- 1933 : L'Héritier du Bal Tabarin : de Jean Kemm avec Charlotte Lysès
- 1933 : Paprika : de Jean de Limur avec Irène Zilahy
- 1933 : Rothchild ou Un nom qui rapporte : de Marco de Gastyne avec Harry Baur
- 1933 : Six cent mille francs par mois : de Léo Joannon avec Maximilienne
- 1933 : Les enfants s'amusent : avec Fernand Charpin
- 1933 : Lidoire : de Maurice Tourneur avec Fernandel
- 1934 : Chourinette : d'André Hugon avec Frédéric Duvallès
- 1934 : Minuit, place Pigalle : de Roger Richebé avec Hélène Robert
- 1934 : La Claque : de Robert Péguy avec Pierre Palau
- 1935 : Tovaritch : de Jacques Deval, Jean Tarride, Germain Fried et Victor Trivas avec Marguerite Deval
- 1935 : La Carte forcée : de André Hugon avec Raoul Marco
- 1935 : Léonie est en avance : de Jean-Pierre Feydeau avec Marfa Dhervilly
- 1936 : Le Faiseur : de André Hugon avec Paul Pauley
- 1936 : L'Homme du jour : de Julien Duvivier avec Elvire Popesco
- 1936 : Une gueule en or : de Pierre Colombier avec Lucien Baroux
- 1937 : L'Appel de la vie : de Georges Neveux avec Victor Francen
- 1937 : La Griffe du hasard : de René Pujol avec Germaine Aussey
- 1937 : Trois Artilleurs au pensionnat de René Pujol avec Paul Asselin
- 1938 : La Belle Revanche : de Paul Mesnier avec Roger Karl
- 1938 : Ça... c'est du sport : de René Pujol avec Henri Garat
- 1938 : Grisou de Maurice de Canonge avec Madeleine Robinson
- 1938 : Katia : de Maurice Tourneur avec Danielle Darrieux
- 1938 : Trois Valses : de Ludwig Berger avec Yvonne Printemps
- 1938 : Le Plus beau gosse de France de René Pujol
- 1939 : Le Chasseur de chez Maxim's : de Maurice Cammage avec Bach
- 1945 : Impasse : de Pierre Dard avec Marie Déa
- 1945 : Mission spéciale : de Maurice De Canonge avec Jean Davy
- 1945 : Le Père Serge de Lucien Ganier-Raymond avec Jacques Dumesnil
- 1945 : Tant que je vivrai : de Jacques de Baroncelli avec Edwige Feuillère
- 1946 : La Symphonie pastorale : de Jean Delannoy avec Michèle Morgan
- 1947 : L'Éventail : de Emile-Edwin Reinert avec Dany Robin
- 1948 : Aux yeux du souvenir : de Jean Delannoy avec Jean Marais
- 1948 : Bal Cupidon : de Marc-Gilbert Sauvajon avec Yves Vincent
- 1949 : Le Mystère de la chambre jaune : de Henri Aisner avec Serge Reggiani
- 1949 : Au grand balcon : de Henri Decoin avec Pierre Fresnay
- 1949 : La Marie du port : de Marcel Carné avec Jean Gabin
- 1950 : Trois Télégrammes : de Henri Decoin avec Pierrette Simonet
- 1951 : Drôle de noce : de Léo Joannon avec Mary Marquet
- 1953 : Jeunes Mariés, de Gilles Grangier
- 1955 : Chiens perdus sans collier : de Jean Delannoy avec Anne Doat
- 1955 : Gas-oil : de Gilles Grangier avec Jeanne Moreau
- 1956 : Des gens sans importance : de Henri Verneuilavec Jean Gabin
- 1956 : Les Copains du dimanche : de Henri Aisner avec Marc Cassot
- 1958 : Le Gorille vous salue bien : de Bernard Borderie avec Lino Ventura
- 1958 : Maigret tend un piège : de Jean Delannoy avec Jean Gabin
- 1958 : Montparnasse 19 : de Jacques Becker avec Gérard Philipe
- 1959 : La Femme et le Pantin : de Julien Duvivier avec Brigitte Bardot
- 1959 : Le Grand Chef : de Henri Verneuil avec Fernandel
- 1964 : La Bonne Soupe de Robert Thomas avec Annie Girardot
- 1965 : Pas de caviar pour tante Olga : de Jean Becker avec Pierre Brasseur

### Télévision
- 1960 : La caméra explore le temps, épisode Le drame des poisons (TV)
- 1961 : Le Procès de Sainte-Thérèse de l'enfant Jésus de Guy Lessertisseur (TV)
- 1961 : Épreuves à l'appui (Les Cinq Dernières Minutes no 21) de Claude Loursais
- 1962 : L'inspecteur Leclerc enquête d'André Michel, épisode : Le saut périlleux (TV)
- 1963 : L'Eau qui dort (Les Cinq Dernières Minutes no 28) de Claude Loursais  (TV)
- 1963 : La caméra explore le temps, épisode La vérité sur l'affaire du courrier de Lyon (TV)
- 1964 : Le Théâtre de la jeunesse : David Copperfield de Marcel Cravenne
- 1965 : Des fleurs pour l'inspecteur (Les Cinq Dernières Minutes, épisode no 36, TV) de Claude Loursais

## Théâtre
- 1912 : Faust de Johann Wolfgang von Goethe, Théâtre de l'Odéon
- 1912 : Le Double Madrigal de Jean Auzanet, mise en scène André Antoine, Théâtre de l'Odéon
- 1913 : La Rue du Sentier de Pierre Decourcelle et André Maurel, Théâtre de l'Odéon
- 1913 : Rachel de Gustave Grillet, Théâtre de l'Odéon
- 1923 : Martine de Jean-Jacques Bernard, mise en scène Gaston Baty, Baraque de la Chimère Saint-Germain-en-Laye
- 1925 : Martine de Jean-Jacques Bernard, mise en scène Gaston Baty, Studio des Champs-Élysées
- 1925 : La Chapelle ardente de Gabriel Marcel, mise en scène Gaston Baty, Théâtre du Vieux-Colombier
- 1930 : Miss France de Georges Berr et Louis Verneuil, Théâtre Édouard VII
- 1934 : Un roi, deux dames et un valet de François Porche, Comédie des Champs-Élysées
- 1937 : L'Homme qui se donnait la comédie d'Emlyn Williams, mise en scène Pierre Brasseur, Théâtre Antoine
- 1945 : La Maison de Bernarda Alba de Federico García Lorca, mise en scène Maurice Jacquemont, Studio des Champs-Élysées
- 1947 : La Maison de Bernarda Alba de Federico García Lorca, mise en scène Maurice Jacquemont, Théâtre des Célestins
- 1947 : Nous irons à Valparaiso de Marcel Achard, mise en scène Pierre Blanchar, Théâtre de l'Athénée
- 1947 : Nuits noires de John Steinbeck, mise en scène Henri Rollan, Théâtre Saint-Georges
- 1948 : Nous irons à Valparaiso de Marcel Achard, mise en scène Pierre Blanchar, Théâtre des Ambassadeurs
- 1949 : Les Gaités de l'escadron de Georges Courteline, mise en scène Jean-Pierre Grenier, Théâtre de la Renaissance
- 1951 : Mort d'un rat de Jan de Hartog, mise en scène Jean Mercure, Théâtre Gramont
- 1951 : La Maison de Bernarda Alba de Federico García Lorca, mise en scène Janine Guyon, Théâtre de l'Œuvre
- 1952 : La Maison de poupée d'Henrik Ibsen, mise en scène Jean Mercure, Comédie Caumartin

## Doublage

### Films
- 1949 : Chaînes conjugales : Sadie Dugan (Thelma Ritter)
- 1950 : Le Grand Alibi : Mme Gill (Sybil Thorndike)
- 1951 : Show Boat : la couturière du Trocadero (Anna Q. Nilsson)
- 1958 : 10, rue Frederick : Marian Jackson (Helen Wallace)
- 1964 : Mary Poppins : Mrs. Brill (Reta Shaw)